# Pararge tarbena
Pararge tarbena är en fjärilsart som beskrevs av Talbot 1947. Pararge tarbena ingår i släktet Pararge och familjen praktfjärilar. Inga underarter finns listade i Catalogue of Life.